# Papilio appalachiensis
Papilio appalachiensis là một loài bướm ngày thuộc họ Bướm phượng chỉ có mặt ở dãy núi Appalachian, chỉ có một lứa vào mùa xuân. Các con này lớn hơn loài cùng dải phân bố với chúng là Papilio glaucus.

## Hình ảnh

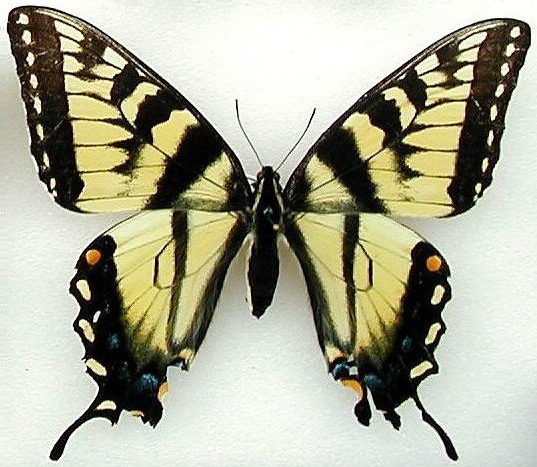
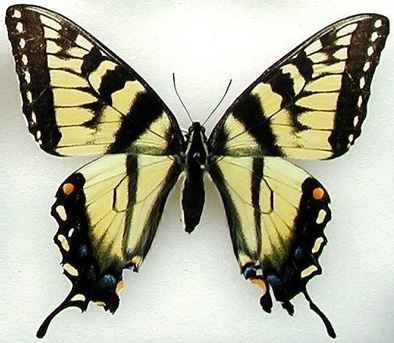
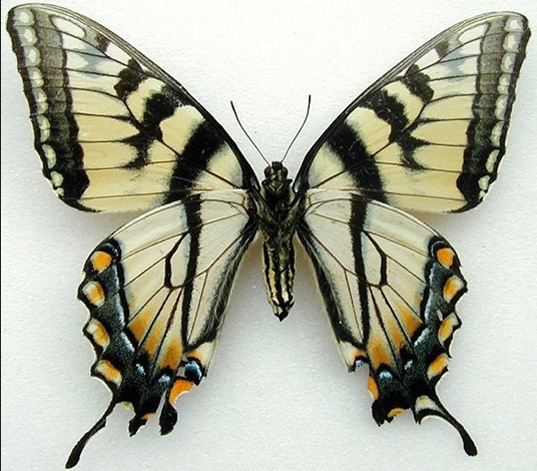
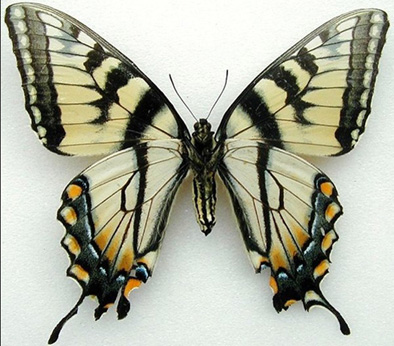